# Abengibre
Abengibre er en by og kommune i det sydøstlige Spanien i provinsen Albacete. Den har et indbyggertal på 759 (2024) indbyggere.